# None of Them are Green
None of Them are Green  is een lp van de Belgische muzikant Jo Bogaert uit 1983.

## Tracklist
1. To be opposed
2. Moon in her mind
3. Would you
4. So obscene
5. Pirates
6. Save me
7. She
8. Dust

## Meewerkende artiesten
- Bea Van Ransbeeck (synthesizer)
- Bert Lams (gitaar)
- Jo Bogaert (basgitaar, piano, gitaar, zang, percussie, synthesizer)
- Kris Michiels (drums)
- Patrick Terreyn (percussie)
- Peter Cornelis (basgitaar)